# La zona d'interès (pel·lícula)
|  | Aquest article tracta sobre la pel·lícula de 2023 dirigida per Jonathan Glazer. Si cerqueu altres significats, vegeu «La zona d'interès». |

La zona d'interès (títol original en anglès, The zone of interest) és una pel·lícula històrica de terror psicològic bèl·lic britànica-polonesa-estatunidenca de 2023, escrita i dirigida per Jonathan Glazer i basada lliurement en la novel·la homònima de Martin Amis. Es basa en la història d'una família que es muda al costat d'un camp de concentració durant l'Holocaust jueu. Va ser rodada l'any 2021 a la Zona d'interès d'Auschwitz en alemany, polonès i ídix, i és protagonitzada per Christian Friedel i Sandra Hüller. Ha estat subtitulada al català.
Feia deu anys que el director no realitzava cap llargmetratge des de Under the skin, film de culte protagonitzat per Scarlett Johansson. Amb La zona d'interès, fa un pas de gegant en la seva curta filmografia, amb una pel·lícula que va arribar a ser candidata als Oscar en la categoria de millor pel·lícula internacional pel Regne Unit i que va rebre crítiques elogioses després de la seva estrena en el Festival de Canes, on va guanyar el Premi del Jurat i el Premi FIPRESCI. Precisament, un dia després de la seva projecció oficial en el certamen, s'anunciava la mort d'Amis als 73 anys a causa d'un càncer d'esòfag.
L'Associació de Crítics de Cinema de Los Angeles la va considerar la millor pel·lícula, i va ser seleccionada com una de les cinc millors pel·lícules internacionals de 2023 per la National Board of Review. També va ser nominada a tres Globus d'Or, inclòs el de millor pel·lícula dramàtica, i a nou Premis BAFTA, inclòs el de millor pel·lícula britànica.

## Sinopsi
L'any 1943, el comandant d'Auschwitz, Rudolf Höss, viu amb la seva dona Hedwig i els seus cinc fills en una casa idíl·lica al costat del camp de concentració. Höss porta als nens a nedar i a pescar i Hedwig passa gran part del seu temps cuidant el jardí. Els servents s'encarreguen de les tasques de la llar, mentre que les pertinences dels presoners es lliuren a la família. Més enllà del mur del jardí se senten constantment trets, crits i sons de trens i forns.

## Repartiment

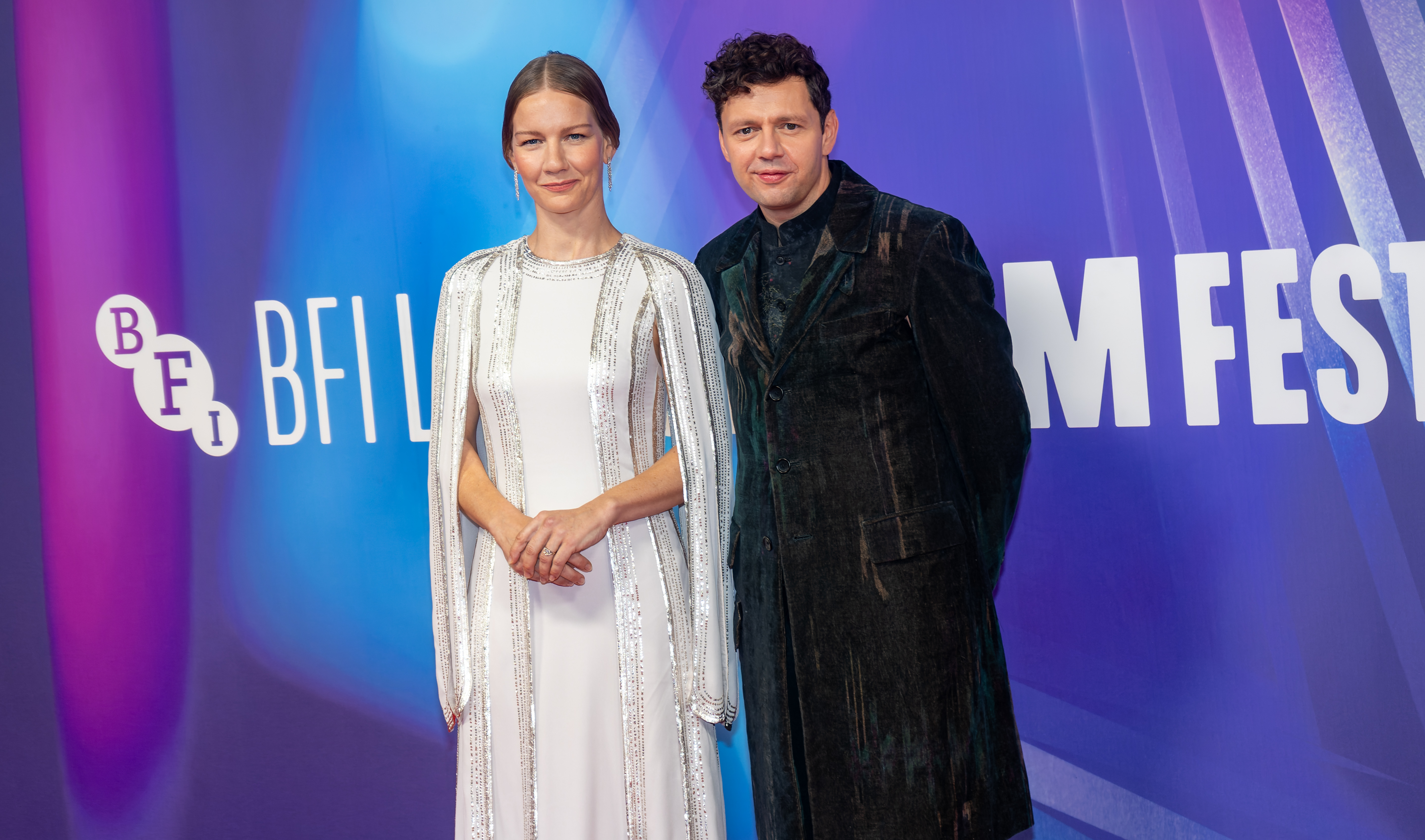
Els actors Christian Friedel i Sandra Hüller (en el London Film Festival de 2023) van interpretar al matrimoni Höss.

- Christian Friedel com a Rudolf Höss
- Sandra Hüller com a Hedwig Höss[3]
- Ralph Herforth com a Oswald Pohl
- Johann Karthaus com a Claus[4]
- Luis Noah Witte com a Hans Höss
- Nele Ahrensmeier com a Inge-Birgit
- Lilli Falk com a Heidetraut
- Medusa Knopf com a Elfriede
- Daniel Holzberg com a Gerhard Maurer
- Sascha Maaz com a Arthur Liebehenschel
- Max Beck com a Schwarzer
- Wolfgang Lampl com a Hans Burger
- Freya Kreutzkam com a Eleanor Pohl

## Context històric

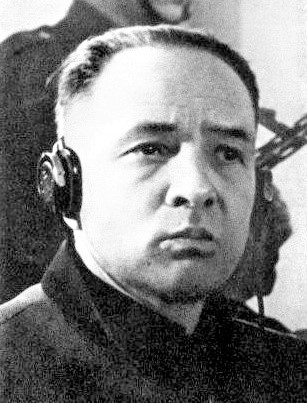
Rudolf Höss l'any 1943.

Segons Britannica, Rudolf Höss va servir en la Primera Guerra Mundial, després de la qual va començar a afiliar-se a grups conservadors. Va ser arrestat i empresonat entre 1923 i 1928 per la seva associació amb aquests grupuscles. Poc després del seu alliberament, es va unir al Partit Nazi i va servir en les SS.
Al 1934, va començar a treballar en el Camp de concentració de Dachau abans que, al 1940, se li assignés el càrrec de comandant d'Auschwitz.
Si bé la pel·lícula és una adaptació de la novel·la homònima de Martin Amis, el llibre va utilitzar fets reals com a inspiració. A La zona d'interès, l'autor li va donar als personatges noms nous. Glazer, no obstant això, va optar per tornar als personatges reals en la seva adaptació, concretament usant Rudolf (Friedel) i Hedwig Höss (Hüller) i la seva família.

## Producció

### Desenvolupament

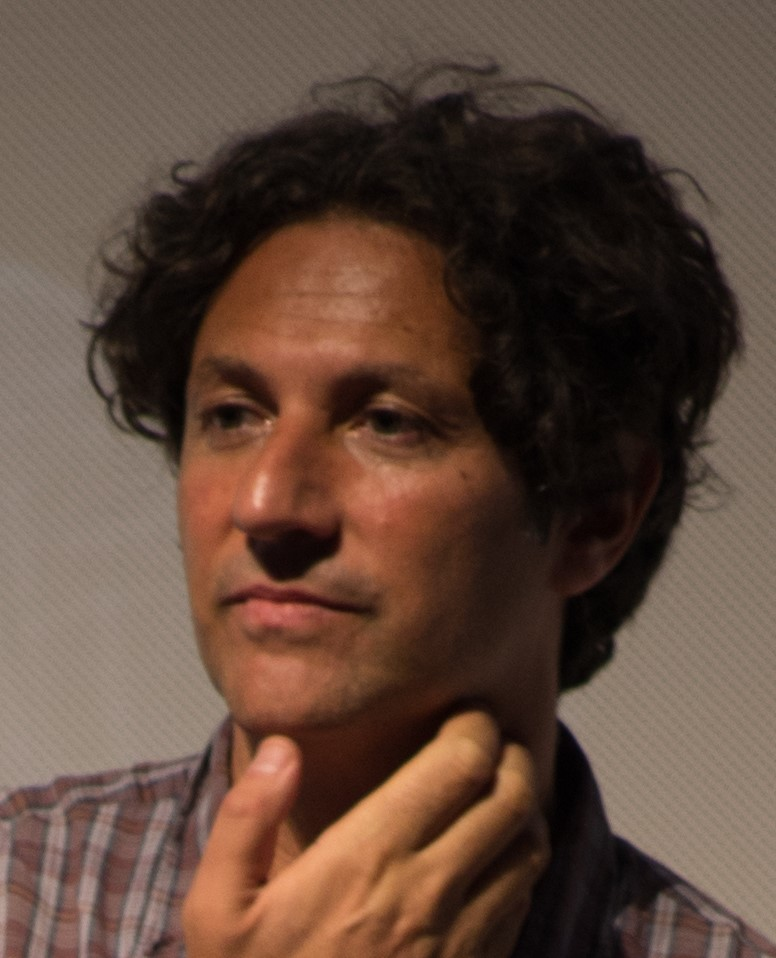
El director de la pel·lícula,Jonathan Glazer.

Glazer va confirmar el desenvolupament del projecte l'any 2019. El rodatge va començar el juny de 2021 i, segons els informes, va acabar el gener de 2022.Glazer va afirmar que, a diferència de pel·lícules anteriors sobre l'Holocaust com La llista de Schindler (1993) o El fill de Saúl (2015), a ell no li interessava la història des de la perspectiva de les víctimes i els perpetradors, sinó més aviat dels espectadors innocents que van observar les atrocitats.

### Guió i càsting
Glazer va optar per utilitzar personatges històrics i va realitzar dos anys d'extensa recerca sobre els Höss. Va fer diverses visites a Auschwitz i va quedar profundament afectat en veure la residència Höss. Va col·laborar amb el Museu d'Auschwitz i amb altres organitzacions, i va obtenir un permís especial per a accedir als arxius, on va examinar els testimonis dels supervivents i de persones que havien treballat a la casa Höss. En reunir aquests testimoniatges, Glazer va construir gradualment una descripció detallada de les persones relacionades amb els esdeveniments. També va consultar el llibre de 2015 de l'historiador Timothy Snyder , Black Earth: The Holocaust as History and Warning.
A Sandra Hüller primer li van enviar un extracte del guió, una discussió entre Rudolf i Hedwig presentada fora de context, abans de conèixer la naturalesa del projecte com a pel·lícula sobre l'Holocaust. Tot i que havia decidit no interpretar mai a un nazi, Hüller se'n va convèncer després de llegir el guió complet i de reunir-se amb Glazer, en adonar-se que ell compartia i abordava les seves preocupacions sobre com representar adequadament el nazisme en el cinema. El propi gos de Hüller, un Weimeraner negre, interpreta Dilla, la gossa de la família Höss en el film.
Glazer va confessar que l'únic sentit que tenia aquesta pel·lícula era que tingués a veure amb l'actualitat i que provoqués una reflexió sobre com aquesta manera violenta d'actuar segueix inalterada en l'ésser humà: "Crec que hem d'evolucionar fora de la nostra capacitat de violència. Em nego a creure que no puguem sortir d'això, però és absolutament necessari que cadascun de nosaltres hagi d'afrontar-ho. La pel·lícula tracta sobre la nostra capacitat i la possibilitat que cadascun de nosaltres sigui un perpetrador, sobre què triem estimar, amb qui triem empatitzar i amb qui decidim no fer-ho. És un conjunt de circumstàncies molt complex. Però crec que fonamentalment és un examen interior. El film intenta connectar inconscientment amb l'espectador".

### Rodatge
Glazer no volia que es veiessin les atrocitats que ocorrien dins del camp, sinó que només se sentissin. Amb aquesta finalitat, el dissenyador de so Johnnie Burn va compilar un document de 600 pàgines que conté esdeveniments rellevants que van passar a Auschwitz, cròniques de testimonis i un gran mapa del camp perquè la distància i els ecos dels sons poguessin determinar-se adequadament. Va passar un any construint una biblioteca de sons abans que comencés la filmació, que incloïa sons de maquinària de fabricació, crematoris, forns, botes, trets amb precisió d'època i sons humans de dolor. Va continuar construint la biblioteca fins a ben avançat el rodatge i la postproducció. Mica Levi inicialment va escriure una banda sonora per a la pel·lícula, la major part de la qual després va ser descartada perquè Glazer i Burn no volien que la banda sonora "endolcís o dramatitzés" la pel·lícula. La música que Levi va escriure per al pròleg es va mantenir en la pel·lícula, igual que els paisatges sonors creats per a diverses seqüències i un collage sonor per a l'epíleg.

## Estrena

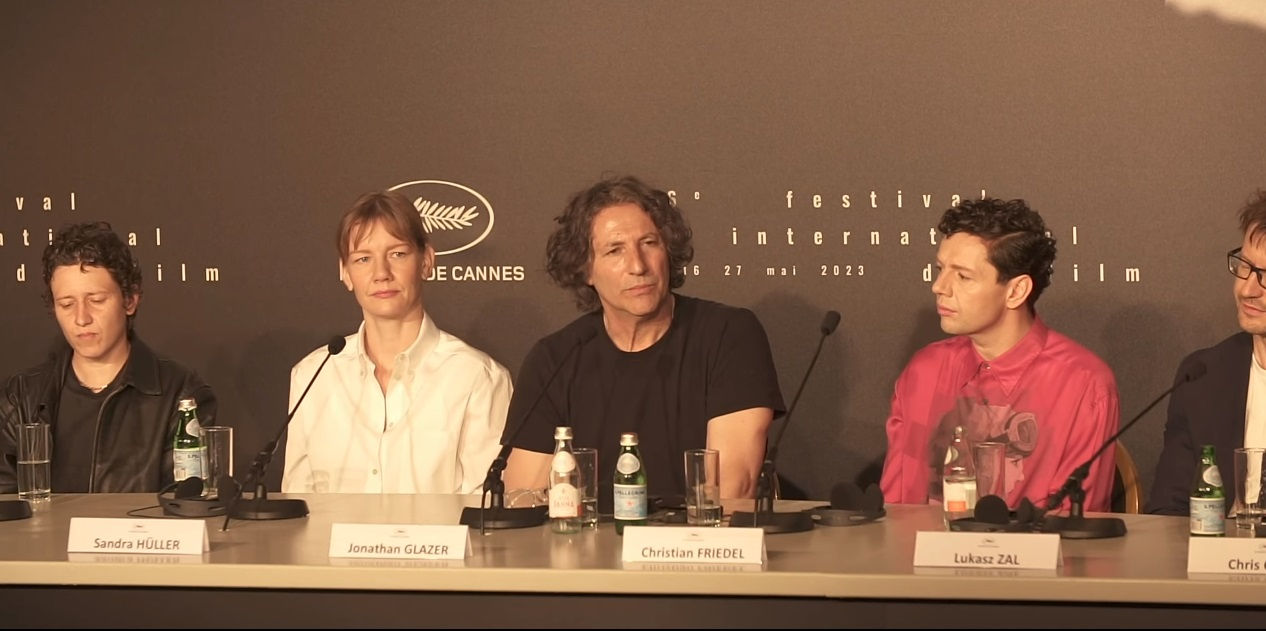
Conferència de premsa en el Festival de Cannes (en el centre: Sandra Hüller, Jonathan Glazer i Christian Friedel)

La seva estrena mundial va ser en el Festival de Cinema de Cannes 2023, al maig. A Espanya es va estrenar el 19 de gener de 2024, mentre que a França l'estrena va ser el 31 de gener.

## Recepció

### Crítica
The Zone of Interest va rebre ressenyes generalment positives de part de la crítica i de l'audiència. En el lloc web d'agregador de ressenyes Rotten Tomatoes, la pel·lícula té una aprovació del 98%, basada en 166 ressenyes, amb una qualificació de 8.7/10 i un consens crític que diu "En examinar desapassionadament l'existència ordinària de les persones còmplices de crims horribles, La zona d'interès ens obliga a mirar fredament la mundanitat darrere d'una brutalitat imperdonable".
El lloc web Metacritic li va donar a la pel·lícula una puntuació de 91 de 100, basada en 45 ressenyes, indicant "aclamació universal". En el lloc IMDb els usuaris li van assignar una qualificació de 8.0/10, sobre la base de més de més de 2000 vots, mentre que en la pàgina web FilmAffinity la pel·lícula té una qualificació de 7.2/10, basada en 262 vots.

### Premis i nominacions
| Premi                                                      | Data                   | Categoría                                             | Nominat                     | Resultat    | Ref.   |
| ---------------------------------------------------------- | ---------------------- | ----------------------------------------------------- | --------------------------- | ----------- | ------ |
| Premis Oscar                                               | 10 de març de 2024     | Millor pel·lícula                                     | James Wilson                | Nominat     | [ 19 ] |
| Premis Oscar                                               | 10 de març de 2024     | Meillor direcció                                      | Jonathan Glazer             | Nominat     | [ 19 ] |
| Premis Oscar                                               | 10 de març de 2024     | Millor guió adaptat                                   | Jonathan Glazer             | Nominat     | [ 19 ] |
| Premis Oscar                                               | 10 de març de 2024     | Millor pel·lícula de parla no anglesa                 | La zona d'interès           | Guanyador   | [ 19 ] |
| Premis Oscar                                               | 10 de març de 2024     | Millor so                                             | Tarn Willers & Johnnie Burn | Guanyador   | [ 19 ] |
| Premis Astra Film                                          | 6 de gener de 2024     | Millor pel·lícula internacional                       | La zona d'interès           | Nominat     | [ 20 ] |
| Premis Astra Film                                          | 6 de gener de 2024     | Millor cineasta internacional                         | Jonathan Glazer             | Nominat     | [ 20 ] |
| Premis Astra Film                                          | 6 de gener de 2024     | Millor actor internacional                            | Christian Friedel           | Nominat     | [ 20 ] |
| Associació de Crítics de Cinema de Boston                  | 10 de desembre de 2023 | Millor pel·lícula                                     | La zona d'interès           | Subcampiona | [ 21 ] |
| Associació de Crítics de Cinema de Boston                  | 10 de desembre de 2023 | Millor director                                       | Jonathan Glazer             | Guanyador   | [ 21 ] |
| Associació de Crítics de Cinema de Boston                  | 10 de desembre de 2023 | Millor guió adaptat                                   | Jonathan Glazer             | Guanyador   | [ 21 ] |
| Associació de Crítics de Cinema de Boston                  | 10 de desembre de 2023 | Millor banda sonora original                          | Mica Levi                   | Subcampió   | [ 21 ] |
| Associació de Crítics de Cinema de Boston                  | 10 de desembre de 2023 | Millor pel·lícula en lengua estrangera                | La zona d'interès           | Guanyadora  | [ 21 ] |
| Camerimage                                                 | 18 de novembre de 2023 | Premi FIPRESCI                                        | La zona d'interès           | Guanyadora  | [ 22 ] |
| Festival de Cannes                                         | 27 de maig de 2023     | Palma d'Or                                            | Jonathan Glazer             | Nominat     | [ 23 ] |
| Festival de Cannes                                         | 27 de maig de 2023     | Gran Premi del Jurat                                  | Jonathan Glazer             | Guanyador   | [ 24 ] |
| Festival de Cannes                                         | 27 de maig de 2023     | Premi FIPRESCI                                        | Jonathan Glazer             | Guanyador   | [ 25 ] |
| Festival de Cannes                                         | 27 de maig de 2023     | Premi a la banda sonora                               | Mica Levi                   | Guanyador   | [ 26 ] |
| Festival de Cannes                                         | 27 de maig de 2023     | Premi CST Artist-Technician Award                     | Johnnie Burn                | Guanyador   | [ 27 ] |
| Associació de Crítics de Cinema de Chicago                 | 12 de desembre de 2023 | Millor actriu secundària                              | Sandra Hüller               | Nominat     | [ 28 ] |
| Associació de Crítics de Cinema de Chicago                 | 12 de desembre de 2023 | Millor guió adaptat                                   | Jonathan Glazer             | Nominat     | [ 28 ] |
| Associació de Crítics de Cinema de Chicago                 | 12 de desembre de 2023 | Millor banda sonora original                          | Mica Levi                   | Nominat     | [ 28 ] |
| Associació de Crítics de Cinema de Chicago                 | 12 de desembre de 2023 | Millor fotografia                                     | Łukasz Żal                  | Nominat     | [ 28 ] |
| Associació de Crítics de Cinema de Chicago                 | 12 de desembre de 2023 | Millor pel·lícula estrangera                          | La zona d'interès           | Guanyadora  | [ 28 ] |
| Premis del Cinema Europeu                                  | 9 de desembre de 2023  | Millor pel·lícula europea                             | La zona d'interès           | Nominat     | [ 29 ] |
| Premis del Cinema Europeu                                  | 9 de desembre de 2023  | Millor director europeu                               | Jonathan Glazer             | Nominat     | [ 29 ] |
| Premis del Cinema Europeu                                  | 9 de desembre de 2023  | Millor guionista europeu                              | Jonathan Glazer             | Nominat     | [ 29 ] |
| Premis del Cinema Europeu                                  | 9 de desembre de 2023  | Millor actor europeu                                  | Christian Friedel           | Nominat     | [ 29 ] |
| Premis del Cinema Europeu                                  | 9 de desembre de 2023  | Millor actriu europea                                 | Sandra Hüller               | Nominat     | [ 29 ] |
| Premis del Cinema Europeu                                  | 9 de desembre de 2023  | Millor dissenyador de so europeu                      | Johnnie Burn & Tarm Willers | Guanyador   | [ 30 ] |
| Florida Film Critics Circle Awards                         | 21 de desembre de 2023 | Millor director                                       | Jonathan Glazer             | Nominat     | [ 31 ] |
| Florida Film Critics Circle Awards                         | 21 de desembre de 2023 | Millor pel·lícula en llengua estrangera               | La zona d'interès           | Subcampiona | [ 31 ] |
| Florida Film Critics Circle Awards                         | 21 de desembre de 2023 | Millor direcció d'art/ disseny de producció           | La zona d'interès           | Nominat     | [ 31 ] |
| Florida Film Critics Circle Awards                         | 21 de desembre de 2023 | Millor fotografia                                     | Łukasz Żal                  | Nominat     | [ 31 ] |
| Premis Globus d'Oro                                        | 7 de gener de 2024     | Millor pel·lícula dramàtica                           | La zona d'interès           | Nominat     | [ 32 ] |
| Premis Globus d'Oro                                        | 7 de gener de 2024     | Millor pel·lícula en llengua no anglesa               | La zona d'interès           | Nominat     | [ 32 ] |
| Premis Globus d'Oro                                        | 7 de gener de 2024     | Millor banda sonora                                   | Mica Levi                   | Nominat     | [ 32 ] |
| Premis Gotham                                              | 27 de novembre de 2023 | Millor pel·lícula internacional                       | La zona d'interès           | Nominat     | [ 33 ] |
| Premis Gotham                                              | 27 de novembre de 2023 | Millor guió                                           | Jonathan Glazer             | Nominat     | [ 33 ] |
| Premis Gotham                                              | 27 de novembre de 2023 | Millor interpretació de repartiment                   | Sandra Hüller               | Nominat     | [ 33 ] |
| Premis de Música de Hollywood de Mitjans de Comunicació    | 15 de novembre de 2023 | Millor banda sonora original - Pel·lícula independent | Mica Levi                   | Guanyador   |        |
| Premis Independent Spirit                                  | 25 de febrer de 2024   | Millor pel·lícula estrangera                          | La zona d'interès           | Nominat     | [ 34 ] |
| Associació de Crítics de Cinema de Los Ángeles             | 10 de desembre de 2023 | Millor pel·lícula                                     | La zona d'interès           | Guanyadora  | [ 35 ] |
| Associació de Crítics de Cinema de Los Ángeles             | 10 de desembre de 2023 | Millor direcció                                       | Jonathan Glazer             | Guanyador   | [ 35 ] |
| Associació de Crítics de Cinema de Los Ángeles             | 10 de desembre de 2023 | Millor interpretació protagonista                     | Sandra Hüller               | Guanyadora  | [ 35 ] |
| Associació de Crítics de Cinema de Los Ángeles             | 10 de desembre de 2023 | Millor música                                         | Mica Levi                   | Guanyador   | [ 35 ] |
| Montclair Film Festival                                    | 29 d'octubre de 2023   | Premi a l'Artista Revelació                           | Christian Friedel           | Guanyador   | [ 36 ] |
| National Board of Review                                   | 6 de desembre de 2023  | Top 5 pel·lícules internacionals                      | La zona d'interès           | Guanyadora  | [ 37 ] |
| Associació de Crítics de Cinema de San Luis                | 17 de desembre de 2023 | Millor pel·lícula                                     | La zona d'interès           | Nominat     | [ 38 ] |
| Associació de Crítics de Cinema de San Luis                | 17 de desembre de 2023 | Millor Pel·lícula Internacional                       | La zona d'interès           | Subcampiona | [ 38 ] |
| Associació de Crítics de Cinema de San Luis                | 17 de desembre de 2023 | Millor guió adaptat                                   | Jonathan Glazer             | Nominat     | [ 38 ] |
| Associació de Crítics de Cinema de San Luis                | 17 de desembre de 2023 | Millor fotografia                                     | Łukasz Żal                  | Nominat     | [ 38 ] |
| Associació de Crítics de Cinema de San Luis                | 17 de desembre de 2023 | Millor banda sonora                                   | Mica Levi                   | Nominat     | [ 38 ] |
| Premis de l'Associació de Crítics de Cinema de Washington. | 10 de desembre de 2023 | Millor pel·lícula en llengua estrangera               | La zona d'interès           | Nominat     | [ 39 ] |